# آلوآدیا
 آلوآدیا(نام علمی: Alluaudia) نام یک سرده از راسته افراسانان است.